# 지방도 제520호선
지방도 제520호선은 충청북도 음성군 감곡면 원당리와 충주시 노은면 문성리를 잇는 충청북도의 지방도이다.
2010년에 폐지되어 지방도 제525호선에 통합되었다.

## 연혁
본래 지방도는 충주시 노은면, 가금면을 지나 충주역까지 이어지는 지방도였으나 1996년 국가지원지방도 제82호선이 신설되면서 노은면 ~ 충주역 구간이 국가지원지방도 제82호선과 중복되다가 2003년부터 국가지원지방도 중복 구간이 지방도 지정에서 해제되었다.
- 2003년 2월 14일 : 노선 폐지 및 재지정으로 종점이 '충주시 노은면 문성리'로 변경[1]
- 2008년 12월 26일 : 지방도 도로구역 지정[2]
- 2010년 9월 : 지방도 제525호선과 통합[3]

## 주요 경유지
- 음성군
  - 감곡면 원당교차로 - 주천저수지 - 월정리

- 충주시
  - 노은면 안락리 - 문성리